# Moanasaurus
Moanasaurus — рід мозазаврів пізнього крейдяного періоду. Його викопні останки були виявлені на Північному острові Нової Зеландії. Моаназавр був дуже великим мозазавром, який спочатку був відомий за розчленованими черепом, хребцями, ребрами та кістками ласт. Довжина черепа становить 78 см, що свідчить про те, що Moanasaurus був одним із найбільших у підродині Mosasaurinae. Дослідники стверджують, що деякі залишки антарктичних мозазаврів (включаючи «великий фрагментований череп») можуть бути віднесені до цього роду. Грегорі С. Пол оцінив максимальний розмір дорослої особини в 12 метрів у довжину та 4 метричні тонни маси тіла.